# Ulf Ekman
Ulf Ekman (ur. 8 grudnia 1950 w Göteborgu) – szwedzki teolog, misjonarz i etnograf. Były pastor, założyciel neozielonoświątkowego Kościoła Livets Ord (Słowo Życia), wywodzącego się z nurtu tzw. Ruchu Wiary, konwertyta na katolicyzm.

## Życiorys
W młodości należał do szwedzkiej partii komunistycznej KPML(r). W 1970 ukończył szkołę średnią. Następnie studiował etnografię, historię i teologię na Uniwersytecie w Uppsali. W styczniu 1979 był ordynowany w luterańskim Kościele Szwecji. Następnie przez kilka lat pracował jako kapelan na uniwersytecie w Uppsali. Przez rok przebywał w założonej przez Kennetha Erwina Hagina Rhema Bible Training Center w Tulsie w stanie Oklahoma. Po powrocie do Uppsali w 1983 założył niezależny kościół o charakterze neozielonoświątkowym Livets Ord. Przewodził swojej wspólnocie do 2002, kiedy to przekazał przywództwo pastorowi Robertowi Ekhowi, angażując się w działalność misyjną poza Szwecją. Założył także uczelnie pn. Livets Ord University oraz Word of Life Bible School.
Jako misjonarz swojego kościoła działał w Bangladeszu, Rosji, Armenii, Azerbejdżanie, Tadżykistanie, Albanii, w Izraelu, w Indiach i na Ukrainie. Wraz z Livets Ord organizował coroczne spotkania „Europe Conference”. Jeszcze w czasach ZSRR głosił kazania dla neopentekostalnych wspólnot w ich domach modlitwy i na stadionach. Na Łotwie współpracował z pastorem Aleksiejem Lediajewem z ruchu „New Generation Church”. Współpracując z „New Generation Church”, Livets Ord zakładało zbory w dużych miastach ZSRR. W marcu 2004 oba kościoły zerwały współpracę z powodu różnic doktrynalnych.
Współpracował też z założycielem City Harvest Church w Singapurze Kongiem Hee.
Ostatecznie zrezygnował z przywództwa w Livets Ord 3 marca 2013. Na czele wspólnoty stanął Joakim Lundqvist.
9 marca 2014 ogłosił, że wraz ze swoją żoną Birgittą ma zamiar przejść na katolicyzm, i zrobili to 21 maja tego samego roku. O swojej konwersji napisał wraz z żoną Den stora upptäckten vår väg till Katolska kyrkan (wydanie polskie: Wielkie odkrycie. Nasza droga do Kościoła katolickiego, tłum. Agnieszka Stróżyk, Wydawnictwo WAM, Kraków 2017).